# Cremin
Cremin es una comuna suiza del cantón de Vaud, situada en el distrito de Broye-Vully. Limita al norte con la comuna de Surpierre (FR), al este y sur con Lucens, y al oeste con Forel-sur-Lucens.
La comuna hizo parte hasta el 31 de diciembre de 2007 del distrito de Moudon, círculo de Lucens. 